# 林百灵

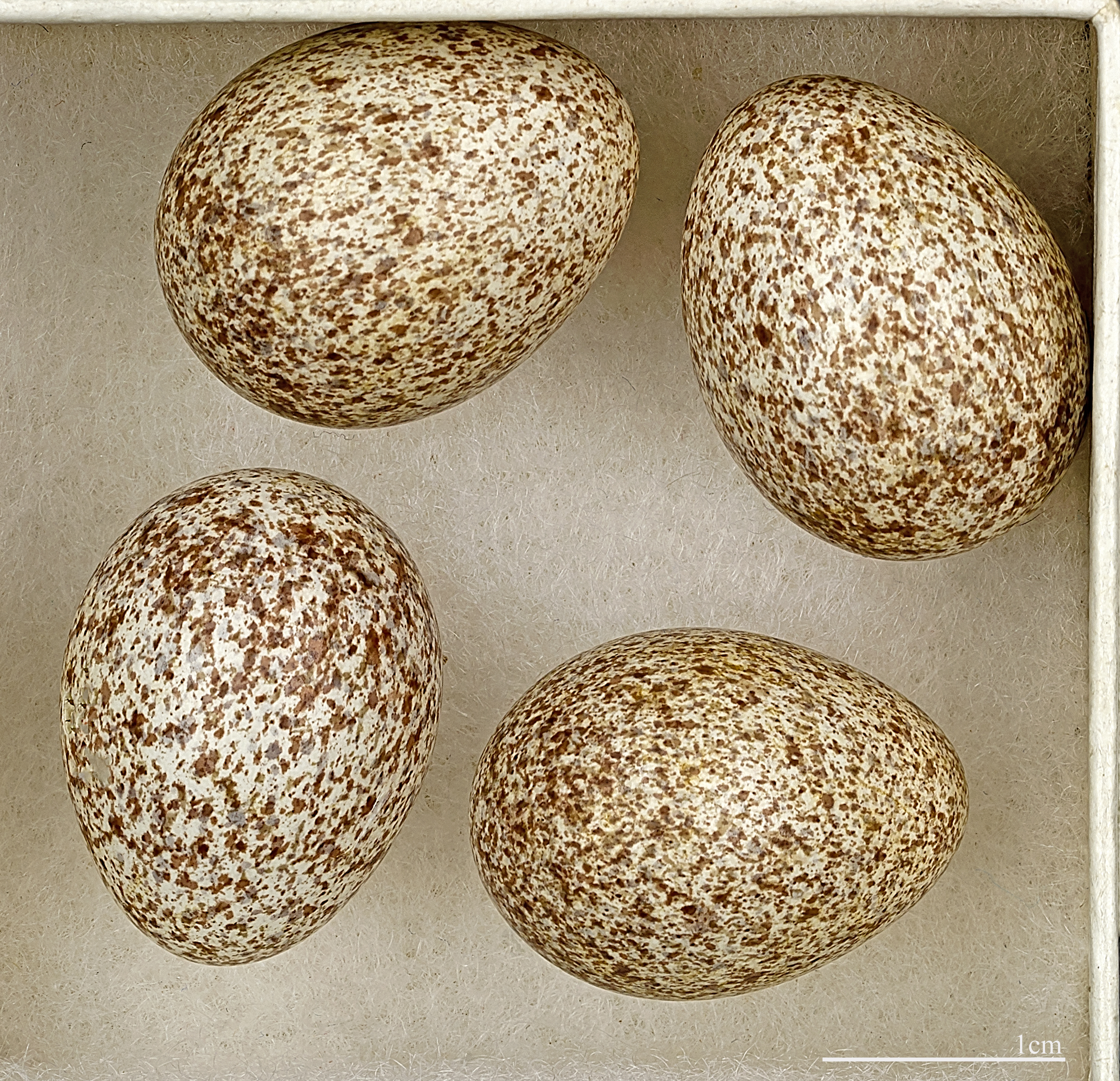
Lullula arborea

林百灵（学名：Lullula arborea）是雀形目百灵科中林百灵属里的唯一的一种鸟。

## 特征
林百灵约长15厘米，翼展29厘米，喙纤细，脚小，翅膀比较宽，尾短。背部棕锈色，带有黑褐色的斑点。腹部颜色浅，带有黑色的条纹，条纹在颈部非常短，呈斑点。眼睛附近淡褐色，翅膀黑褐色，中间的两根尾羽棕色，其它尾羽黑色。眼睛深棕色，嘴角质地棕色，下部红色。脚淡棕色。

## 分布
林百灵生活在欧洲中部和南部、亚洲西部和东部以及北非的山区中。
林百灵喜欢干燥的，比较疏散的、有许多林间空地的森林或者有松散树木和灌木的草原。

## 食物
林百灵的食物包括花苞、植物的绿色部分、蜘蛛和昆虫。

## 习性
林百灵的叫声非常丰富，它可以叫出至100段不同的曲段。这些不同的曲段一般随固定的顺序被叫出来。林百灵的叫声很温和，每个曲段一般逐渐变轻。
从3月至6月林百灵可以孵两至三次卵。林百灵的巢藏在密集的草中，每次产4至5只卵。卵的颜色一般比较浅，带有棕色和灰色的斑块。

## 文化
音樂家奧立佛·梅湘創作的鋼琴獨奏曲集《鳥類圖誌》中的第6曲以林百靈為題。
1. ↑  Chadwick, Roderick; Hill, Peter. . Cambridge University Press. 2017. ISBN 9780511843679.